# Luise zu Stolberg-Gedern (1752–1824)

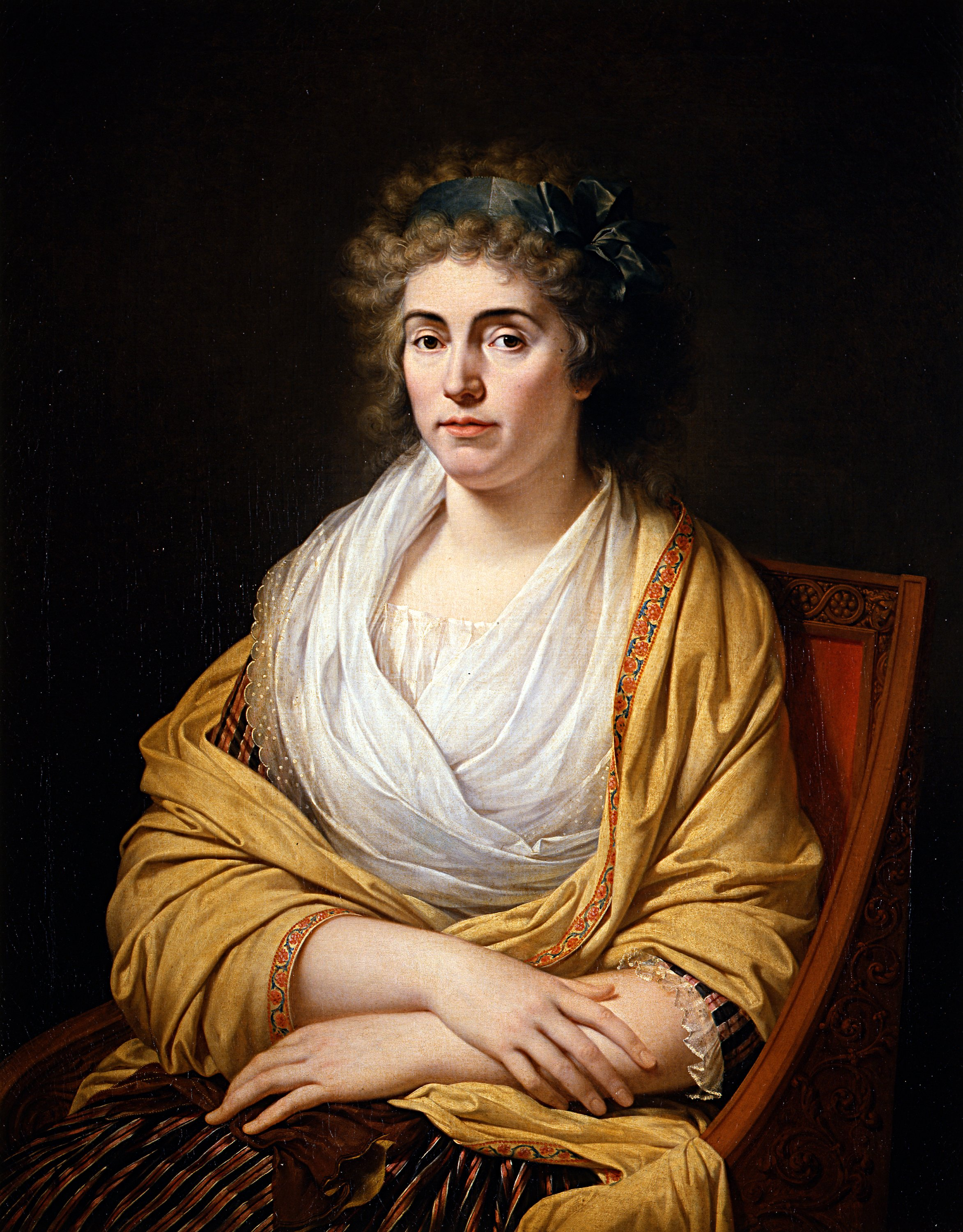
François-Xavier Fabre: Porträt von Louise Maximiliane Caroline Gräfin von Albany

L(o)uise Maximiliane Caroline Prinzessin zu Stolberg-Gedern (* 21. September 1752 in Mons; † 29. Januar 1824 in Florenz) war Ehefrau des jakobitischen Thronprätendenten Charles Edward Stuart („Bonnie Prince Charlie“) und Geliebte des italienischen Dichters und Dramatikers Graf Vittorio Alfieri.

## Leben
Louise zu Stolberg-Gedern stammte aus einer in der Wetterau (Hessen) begüterten Nebenlinie der Grafen zu Stolberg und war die älteste Tochter des Prinzen Gustav Adolf zu Stolberg-Gedern, der 1757 als kaiserlicher Offizier in der Schlacht von Leuthen fiel und Frau und Kinder mittellos hinterließ. Louise wurde in Mons in den damaligen Österreichischen Niederlanden (heute Belgien) geboren, dort in dem Frauenstift St. Wandru erzogen und 1766 auf Vermittlung von Maria Theresia als Stiftsdame aufgenommen. Da sie im Gegensatz zu einer Nonne kein bindendes Gelübde abgelegt hatte, bestand die Möglichkeit, das Stift zu verlassen, wenn sich eine geeignete Gelegenheit zu einer Eheschließung ergab.
Nachdem Louises jüngere Schwester den im Exil lebenden Nachkommen eines unehelichen Sohns von König James II. von England aus der Stuart-Dynastie geheiratet hatte und dadurch Kontakte zu jakobitischen Kreisen entstanden, kam es zu Verhandlungen über eine Eheschließung zwischen Louise und Charles Edward Stuart („Bonnie Prince Charlie“), dem jakobitischen Thronprätendenten. Diese Verhandlungen wurden von Frankreich gefördert, obwohl Ludwig XV. den Anspruch des Hauses Hannover auf den britischen Thron anerkannt hatte, um mit einem möglichen Stuart-Thronfolger ein Druckmittel gegen Großbritannien zu haben.
Louise wurde am 28. März 1772 in Paris in Abwesenheit mit dem 32 Jahre älteren Charles Edward getraut; am 14. April erneuerte das Paar das Eheversprechen bei seinem ersten Zusammentreffen in Macerata (Italien). Trotz des großen Altersunterschieds scheint die Ehe anfangs durchaus glücklich verlaufen zu sein; das Paar trat als König und Königin von Großbritannien auf und versuchte, eine Art Hofstaat aufzubauen. Die von beiden Seiten an die Eheschließung geknüpften Hoffnungen erfüllten sich jedoch nicht – weder erhielt Charles den erhofften Thronfolger, noch erfolgte eine offizielle Anerkennung von Charles und Louise als rechtmäßiges Königspaar von Großbritannien, da selbst der mit dem Haus Stuart eng verbundene Papst diesen Schritt nicht vollzog. Damit musste Louise auch auf die ihr bei der Eheschließung versprochenen königlichen Ehren verzichten.
1774 zogen Charles und Louise nach Florenz, wo sie als Herzog und Herzogin von Albany auftraten. In dieser Zeit verschlechterte sich das Verhältnis zwischen beiden; Charles verfiel erneut dem Alkoholismus, unter dessen Einfluss sich seine negativen Charakterzüge verstärkten, während die selbstbewusste, gebildete und für ihre Schönheit gerühmte Louise kaum bereit war, sich die Launen ihres Ehemanns gefallen zu lassen. Die Verschlechterung ihres Verhältnisses lässt sich am erhaltenen Briefwechsel des Paares ablesen. Louises Briefe an ihren Gatten sind, so dessen Biograf Fitzroy MacLean, ironische „Meisterwerke der Boshaftigkeit“, die jedoch angesichts der Launenhaftigkeit und der Übergriffe von Charles durchaus verständlich sind. Spätestens 1778 begann Louise eine Liebesbeziehung mit dem Dichter Graf Vittorio Alfieri, der mit seinem gebildeten, eleganten Auftreten in gewisser Weise das Gegenteil ihres Ehemannes darstellte; 1780 floh sie vor Charles, der ihr gegenüber angeblich gewalttätig geworden war, nach Rom in einen Konvent. Die Behauptungen Louises sind zwar nicht beweisbar, aber im Lichte seines Verhaltens gegenüber seiner früheren Geliebten Clementina Walkinshaw plausibel. Louise wurde zunächst auch von ihrem Schwager, Kardinal Henry Benedict Stuart, unterstützt, musste dann aber Rom verlassen, nachdem ihre Affäre mit Alfieri bekannt wurde. Louise lebte mit Alfieri, der ihr einige seiner Werke widmete, an verschiedenen Orten in Deutschland und Frankreich, später in Florenz. Die Ehe mit Charles wurde 1784 durch Vermittlung von König Gustav III. von Schweden gütlich geschieden. Nach dem Tod ihres Lebensgefährten verwaltete Louise Alfieris literarischen Nachlass und verbrachte die letzten Jahre ihres Lebens zusammen mit dem Maler François-Xavier Fabre, der auch ihr Grabmal in der Kirche S. Croce in Florenz entwarf.
Louises Charakterbild ist durch die meist feindseligen Darstellungen der Biografen ihres Ehemanns entstellt worden; immer wieder wurde sie von diesen als arrogant, habgierig und egoistisch geschildert, wobei bei älteren Autoren gelegentlich auch deutschfeindliche Motive hineinzuspielen scheinen – (angebliche) negative Charakterzüge Louises wurden als „typisch deutsche“ Eigenschaften dargestellt (zum Beispiel bei Eva Scott). Doch ist Louise kaum vorzuwerfen, dass sie aus der Ehe mit einem gewalttätigen Alkoholiker floh. Der ihr gegenüber oft erhobene Vorwurf der Habgier lässt sich damit widerlegen, dass sie zu erheblichen finanziellen Opfern bereit war, um die Ehe mit Charles gütlich beenden zu können.